# 대한민국 제13대 대통령 선거
대한민국 제13대 대통령 선거는 대한민국의 제13대 대통령을 선출하기 위한 선거로, 6월 항쟁의 결과로 만들어진 현행 헌법에 따라 1987년 12월 16일 수요일에 직선제로 실시되었다. 1972년 10월 유신 이후 최초로 치러진 국민들의 직접선거에 의한 대통령 선거였다.
12·12 군사 반란의 주역 중 하나인 노태우와 대표적인 민주 인사인 양김(김영삼, 김대중) 및 5·16 군사정변의 주역 중 하나인 김종필의 대결이었으나, 선거 결과 당시 여당이었던 민주정의당의 노태우 후보가 36.6%의 득표율로 당선되었으며, 이는 대한민국 헌정사상 국민 직선을 통해 당선된 대통령 중 가장 낮은 득표율이다. 민주화에 대한 국민들의 열망에도 불구하고 이 선거를 통해 신군부 정권이 연장된 이유로는 양김의 단일화 실패 등 야권의 분열과 KAL기 폭파사건 등 선거일 직전 터진 중대사고 등이 지적된다.
실질적으로 야권 진영의 두 후보였던 통일민주당 김영삼 후보, 평화민주당 김대중 후보의 표가 분열하면서 표가 갈라졌으며 민주정의당 노태우 후보가 당선됨에 따라 사실상 5년간 군사 정부가 연장된 상황이 되었다. 결과적으로 5년 후에야 민주 정부가 탄생하게 되었다. 그리고 87년 대선에서 2위를 했던 통일민주당 김영삼 후보와 3위를 했던 평화민주당 김대중 후보는 92년 대선과 97년 대선에서 나란히 당선되어서 대통령이 되었다.

## 개요
- 선거 일시 : 1987년 12월 16일(수) 오전 6시 ~ 오후 6시
- 선거 대상 : 만 20세 이상(1967년 12월 16일 이전 출생자)

### 대통령 직선 개헌
제5공화국 신군부 정권은 집권계승 시나리오에 의해 12·12 군사 반란의 동지 노태우를 후계자로 지명했으나, 또 다시 대통령 선거인단에 의해 형식적인 간접선거를 치르기 전에 엄청난 사건이 일어났다 연세대학교에서 학생운동가 이한열 열사가 경찰이 쏜 최루탄에 맞는 사건이 일어났다 이 사건으로 인해 국민들의 분노가 일어났고 6월 항쟁으로 표출된 국민의 저항이 매우 거셌다. 심각한 상황이 계속되자 이에 전두환 대통령과 민정당 노태우 후보는 국민의 직선제 개헌요구를 결국 받아들였고, 노태우는 기자회견에서 통해 특별 선언을 통해 국회에서 야당과 협의하여 헌법개정안을 만들겠다고 발표하였다. 새로운 헌법 가운데 핵심은 민주화투쟁의 최대과제였던 대통령 직선제 규정이었다. 1987년 10월 29일 확정·공포된 헌법(현행 헌법)은 '대통령은 국민의 보통·평등·직접·비밀선거에 의하여 선출한다.'고 국민에 의한 직접선거의 원칙을 명시하고 있다.

### 선거 직전 상황
선거 전 김대중은 출마와 불출마에 대해 모호한 태도를 취하다가 결국 출마를 선언했다. 당시 전두환 정부가 김대중을 조기 사면한 것은 노태우의 당선에 유리한 구도를 만들기 위해 야권 분열을 노리고 한 조치였다. 김영삼과 김대중에 대해 재야인사, 운동권은 물론 일반시민들까지도 후보단일화를 주장하지만, 양김의 의견대립으로 단일화는 결국 결렬되고 말았다. 거기에 대한항공 858편 폭파 사건 등 중대사고가 잇따라 터지면서, 대선은 불안한 결과를 향해 치닫게 되었다.

## 후보

### 민주정의당
민주정의당은 1987년 6월 10일 전당대회를 개최하고 노태우 대표위원을 대통령 후보로 선출하였다.

### 통일민주당
통일민주당은 1987년 11월 9일 전당대회를 개최하고 김영삼 당 총재를 대통령 후보로 추대하였다.

### 평화민주당
평화민주당은 1987년 11월 12일 창당대회를 개최하고 김대중 당 총재를 대통령 후보로 추대하였다.

### 신민주공화당
신민주공화당은 1987년 10월 30일 창당대회를 개최하고 김종필 당 총재를 대통령 후보로 추대하였다.

### 군소 후보

#### 민중 후보 추대 운동
민중대표대통령후보전국추대위는 1987년 11월 15일 결성대회를 개최하고 백기완 민주통일민중운동연합 부의장을 대통령 후보로 추대하였으나, 백기완 후보는 12월 14일 야권 단일화를 촉구하며 후보직을 사퇴하였다.

#### 사회민주당
사회민주당은 1987년 11월 11일 전당대회를 개최하고 홍숙자 한국여성단체협의회 회장을 대통령 후보로 추대하였으나, 홍숙자 후보는 12월 5일 김영삼 후보 지지를 선언하며 후보직을 사퇴하였다.

#### 한주의통일한국당
한주의통일한국당은 1987년 11월 4일 창당대회를 개최하고 신정일 당 총재를 대통령 후보로 추대하였다.

#### 일체민주당
일체민주당은 1987년 10월 3일 전당대회를 개최하고 김선적 당 총재를 대통령 후보로 추대하였으나, 김선적 후보는 12월 12일 노태우 후보 지지를 선언하며 후보직을 사퇴하였다.

## 양김 단일화
김영삼과 김대중은 통일민주당의 유력한 대통령 후보로서 서로 갈등을 빚었다. 1987년 8월 11일, 김영삼과 김대중은 대통령후보 단일화 문제를 협의했으나, 김영삼의 조기 후보 단일화 주장과 김대중의 개헌 협상 후 단일화 주장이 맞서서 별다른 성과를 거두지 못했다. 그 후 한달 뒤인 9월 14일의 양김 회동에서 김대중은 김영삼에게 36개 미창당 지구당 결성을 요청했지만, 당내에서 세력 우위를 선점하고 있던 김영삼은 "대통령 선거를 앞두고 총선에서의 조직책 선정이나 다름없는 36개 지구당을 창당하는 것은 적전 분열을 일으킬 가능성이 있다."고 주장하며 김대중의 주장을 배척하였다.
양김은 9월 29일에 다시 만나 후보단일화 회담을 하였으나 이견을 좁히지 못하였다. 다음 날인 9월 30일에도 후보단일화 협상이 이어졌지만, 양자 간의 시각차이만 확인하고 협상은 결렬되었다. 야당후보 단일화를 촉구하던 재야인사들은 이를 '적전분열'이라며 강도높게 질타하였다. 10월 10일 김영삼이 대통령 선거 출마를 발표하자, 당내 경선에서 절대적으로 불리한 위치에 있었던 김대중은 10월 18일에 통일민주당을 탈당하였다. 김대중은 11월에 평화민주당을 창당하고, 본격적으로 대선에 뛰어들었다.
민주세력 후보 단일화에 실패한 제13대 대통령 선거에서 김영삼은 28%의 득표율로 2위를, 김대중은 27%의 득표율로 3위를 했고, 36.6%의 득표를 한 민주정의당의 노태우에게 패배하였다.

## 선거 운동 기간
헌정 이후에 치러진 첫 선거이고, 1971년 이후 16년만에 치러지는 직선제 형태였다는 의의를 담고 있다. 그만큼 많은 일들이 일어났다.
민정당 노태우 후보는 대통령 선거 당시 차별화 된 선거 공약을 내세우며 자신을 코미디 소재로 다뤄도 좋다고 하기도 하였다. 이후 대머리, 주걱턱 등 연예계의 금기용어가 해금되었다고 한다. 그는 정권 중간평가와 경인운하 건설 등을 공약으로 내세웠다. 이에도 불구하고 광주직할시 지역 유세 당시 '광주 학살의 원흉' 또는 '방조자의 한 사람'이라는 항의 시위대가 나타나서 달걀 세례를 받기도 하였다.
한편, 김영삼 후보는 후보측이 12·12 군사 반란 당시 신군부에 의해 체포되면서 강제로 전역당했던 정승화 전 육군참모총장을 영입하면서 여론조사에서 지지율 40%를 넘어서기도 하였다. 그러나 단일화 실패의 결과로 국민들의 반감을 사기도 했다.
게다가, 선거를 불과 며칠 앞두고 일어난 대한항공 858편 폭파사건과 선거일 바로 전날 용의자 김현희가 서울로 압송되면서 야당의 김영삼 후보와 김대중 후보에게는 치명타로 작용했고, 선거국면은 민정당 노태우 후보에게 크게 유리해졌다.

## 선거 통계
1987년 12월 16일 선거가 치러졌다. 민주정의당 노태우는 36.6%의 최다득표율로 당선되었는데, 연고지인 대구직할시와 경상북도에서 68.1%를 득표했다. 통일민주당 김영삼은 연고지인 부산직할시와 경상남도에서 53.7%의 득표를 보였다. 평화민주당 김대중은 연고지인 전라남도과 광주직할시에서 90% 이상의 몰표를 받았으며, 전라북도에서도 압도적인 표를 받았다. 반면에, 신민주공화당 김종필은 연고지인 충청남도에서 최다득표를 했지만 절반에 못미쳤고, 충청북도에서는 노태우, 김영삼에게 득표율에서 한참 밀렸다. 수도권에서는 서울특별시에서 평화민주당 김대중 후보가 승리하고 특히 서울특별시에서 평화민주당 김대중은 서울 서북권, 동북권, 서남권에서 통일민주당 김영삼은 서울 동남권에서 승리했다 그리고 경기도와 인천직할시에는 노태우가 승리했으며 그리고 강원도, 제주도에서도 노태우에게 선택했다.

## 부정선거 및 정치폭력 논란
1971년 대통령 선거 이후 16년만에 직선제로 치루어진 선거이지만, 다수 국민들의 바람과는 달리 12.12 군사반란의 주역 중 하나인 노태우가 대통령에 당선되었다. 이에 대해서는 6.29선언과 야권의 분열 등이 원인으로 판단된다. 또한 선거 기간중에 일어난 여러 부정선거 의혹들과 여야간의 정치폭력, 흑색전선들이 다수 발생하여 논란이 되었다.

### 부정선거 논란
민주화 이후 첫 치러지는 대통령 선거인 만큼 여러 부정선거 논란들이 발생하였다.
대표적으로는 부재자투표함 바꿔치기 의혹, 군부대에서 여당 후보 찍도록 투표 외압, 1만원 돈봉투 지급 금권선거 논란, 정보기관을 통한 흑색선전 및 선거 불복 대비 의혹등 여러 부정선거가 발생하였다.

#### 부재자투표함 논란
개표 초반부터 결과가 민정당 노태우 후보의 독주로 나타나자 제일 먼저 개표되는 부재자 투표함 개표에 조작 의혹이 제기되었고, 구로구 갑구 개표소인 구로구청에서는 부재자 투표함이 봉인되어 있지 않다며 학생과 시민들의 항의가 빗발쳐 개표가 지연되다가 학생과 시민들에게 구청이 점거되는 사태가 벌어졌다.
사건이 벌어진 지 29년이 지난 2016년 7월 14일, 중앙선거관리위원회에서 당시 서울 구로을 선거구 부재자 우편투표함을 개봉한 결과,
4,325표 중 노태우 3,133표(72.4%), 김대중 575표(13.3%), 김영삼 404표(9.3%), 김종필 130표(3%)로, 구로구 전체 개표 결과(김대중 34.2%, 노태우 28.6%, 김영삼 26.4%, 김종필 10.8%)와 현저한 차이를 보여 부정선거 의혹이 다시 확산되었다. 동아일보는 1987년 11월 24일자 기사를 통해 전국에 부재자투표로 참여할수 있는 유권자가 85만여명 이상 있지만 이중 대부분을 차지하는 군부대의 부재자 투표의 참관인은 없어 부정선거 소지가 있다고 보도하였다. 동아일보가 운영하는 부정선거고발센터에 군 부재자투표 관련된 부정선거가 있었다는 제보가 20여건 들어왔고 이중 대부분은 군부대에서 공개투표를 요구했다는 것이라고 1987년 12월 6일자 기사에서 언급하였다.

#### 군부대 투표 외압 논란
1987년 대선 당시 노태우 후보를 찍지 않았다는 이유로 군대에서 구타를 당하여 죽는 사건이 있었다. 당시 이 부대에 있던 상병들은 의문사위원회에서“군 간부들이 노 후보만 찍을 수 있도록 투표용지를 접거나, 다들 지켜보는 책상 위에 투표용지를 올려놓고 도장을 찍었다”고 증언했다. 또한 증언에 따르면 당시 군대에서 강제적인 공개투표 실시,야당 지지자에 대한 투표 방해등 대대적인 선거 부정이 발생하였다.

#### 민주정의당청중 동원 의혹
민주정의당에서 선거 집회에서 청중들에게 일당 1만원씩을 주며 선거 유세에 청중들을 동원하는 일이 발생하여 금권선거를 했다는 논란이 발생하였다. 동아일보는 1987년 12월 4일 사회면(9면)에서 민정당에서 유세에 참가한 청중들에게 만원상당의 "돈봉투"를 지급했다고 보도했다. 해당 기사에 따르면 선거 집회에서 여고생까지 동원하였다고 하는데 이는 선거 운동원이 아닌 일반인이고 미성년자이기 때문에 일당을 주면서 동원하는 행위는 법적으로 문제가 될 수 있어 더욱 논란이 되었다.

#### 야권의 이의제기
선거가 끝난 직후, 통일민주당 김영삼 후보는 '이 선거는 부정선거이며, 무효임을 규정, 투쟁하겠다'고 발표했다. 평화민주당 김대중 후보 역시 '부정선거를 저지르지 않았으면 내가 이겼을 것'이라며, '투쟁하겠다'고 발표했다. 하지만 조사요청은 물론 이의제기는 받아들여지지 않았다.

#### SCMP의 부정선거 논란 보도
13대 대통령 선거에서 당시 여권이 부정선거를 모의했다는 폭로를 사우스 차이나 모닝 포스트에서 보도하였다. 해당 보도에는 민주정의당이 투표결과 조작, 노태우 패배시 선거 무효 선언등 대대적인 선거 부정을 준비했다는 내용이 포함되어 있었다. 또한 선거기간중 정보기관을 동원하여 흑색선전을 할 계획을 세우기도 했다고 보도하였다.

#### 노태우  당선을 위한 외교라인 동원
전두환 정권 당시 노태우 후보의 승리를 위하여 외교라인을 대거 동원하였다는 의혹이 있다. 선거를 공정하게 관리해야할 정부가 특정 후보에 편향된 태도를 취하여 정부 기관인 외교부를 동원하여 노태우에게 유리한 선거 분위기를 만들어줬다는 논란을 받고있다.

### 정치 폭력 논란
정부에 부정적인 기사를 내보낸 언론사에 외압을 가하거나전경을 동원한 야권의 연설이나 집회를 방해하는등 선거 폭력이 발생하였다는 의혹이 있다. 또한 국가의 정보기관인 국가안전기획부를 이용하여 노태우 후보의 당선을 위하여 흑색선전을 했다는 의혹도 존재한다.

#### 언론사 보도 방해 논란
민주정의당의 일당 1만원 일당 지급 보도에 관해 해당 사건을 보도한 동아일보에 수백명의 민정당 지지자들이 난입하며 신문 보도를 방해하였다. 이들은 "민정당을 비난하는 기사를 쓴 것은 참을 수 없다", "이번 기회에 혼을 내 줘야 한다"는 등의 발언들을 하며 기자들을 폭행을 했다. 이들은 결국 경찰에 연행되었고 이들 중 대부분은 훈방조치 되었다. 당시 기자 폭행에 참여한 이들중에서는 민정당 서울도봉구 지구당 위원장 청년부장인 박남수가 포함되어있었다. 이후 동아일보는 12월 7일에 1면 "횡설수설"을 통해 언론의 입을 주먹다짐으로 막을수 있다는 환상은 언제나 깨질것인가"라며 민정당의 언론사 난입을 비판하였다, 그 이후 동아일보의 70주년 보도에 따르면 선거 당시 민정당에 비판적인 선거 보도를 막거나 축소시키기 위한 대한 정부 차원의 압박이 있었다고 말했다.

#### 야권에 대한 선거 폭력
김대중 후보의 마산 유세 현장에서 대학생으로 추정되는 사람들이 평민당의 선거운동용 차량을 불태웠다. 또한 사복전경으로 추정되는 무리들이 김대중 후보의 연설을 방해하였고 유세장을 바져나갈때는 돌이나 나무도막들을 김대중 후보가 탄 차 위로 던졌으며 이 때문에 차량 10대의 유리창이 파손되었다.

#### 정보기관을 통한 흑색전선
국가의 정보기관인 국가안전기획부가 노태우후보의 당선을 위하여 야권 후보들에 대한 흑색전선,지역감정유도등의 탄압을 했다는 의혹이 존재한다. 한겨례 기사에 따르면 전직직원과의 인터뷰에서 전직직원이 "안기부 안에서도 극소수만이 아는 선거관련 임무가 있을 수 있다고 주장"즉 선거개입 임무가 있을 수 있다고 주장하였다.

### 기타 논란

#### 불공정한 언론 보도
유권자의 64%가 언론보도가 불공정하다고 22%가 공정하다고 응답하였다.대부분의 언론들이 공정하게 보도를 하지 않고 노태우 후보에게 우호적인 시각으로 보도하였다는 논란이 있다.

#### 불공정한 형사조치 논란
경찰은 1987년 김영삼 후보의 비서를 전대협 의장에 집회를 위한 자금을 주었다는 혐의로 소환하여 조사하였다. 당시 명확한 증거 없이 무리하게 조사를 하였다는 의혹이 있다. 반면에 민정당의 1인당 일당 1만원 지급과 관련된 금권선거 논란이 발생하거나 야당 정치인들에 대한 정치폭력에 대하여는 소극적으로 수사하였다는 논란이 있다.

## 나비효과
대한민국에서 가장 멀리 떨어진 나라 중의 하나인 칠레에서 이 선거의 과정과 결과를 열심히 연구한 끝에 야당 단일화를 이룩했으며 그 결과 칠레의 독재자인 아우구스토 피노체트를 낙선시키는 데에 성공했다.

## 선거 결과
후보자별 득표율
|  | 36.64% |

|  | 28.03% |

|  | 27.04% |

|  | 8.06% |

|  | 0.20% |

### 지역별 결과
|  | 32.62% |

|  | 29.95% |

|  | 29.14% |

|  | 8.20% |

|  | 0.08% |

|  | 55.98% |

|  | 32.10% |

|  | 9.14% |

|  | 2.58% |

|  | 0.18% |

|  | 70.69% |

|  | 24.28% |

|  | 2.63% |

|  | 2.05% |

|  | 0.33% |

|  | 39.35% |

|  | 29.99% |

|  | 21.30% |

|  | 9.20% |

|  | 0.13% |

|  | 94.41% |

|  | 4.81% |

|  | 0.51% |

|  | 0.23% |

|  | 0.01% |

|  | 41.44% |

|  | 27.54% |

|  | 22.30% |

|  | 8.51% |

|  | 0.19% |

|  | 59.33% |

|  | 26.11% |

|  | 8.84% |

|  | 5.42% |

|  | 0.28% |

|  | 46.89% |

|  | 28.23% |

|  | 13.52% |

|  | 10.97% |

|  | 0.36% |

|  | 45.03% |

|  | 26.22% |

|  | 16.06% |

|  | 12.42% |

|  | 0.25% |

|  | 83.46% |

|  | 14.13% |

|  | 1.50% |

|  | 0.75% |

|  | 0.13% |

|  | 90.28% |

|  | 8.16% |

|  | 1.15% |

|  | 0.33% |

|  | 0.06% |

|  | 66.38% |

|  | 28.17% |

|  | 2.58% |

|  | 2.38% |

|  | 0.46% |

|  | 51.26% |

|  | 41.17% |

|  | 4.50% |

|  | 2.66% |

|  | 0.39% |

|  | 49.77% |

|  | 26.78% |

|  | 18.64% |

|  | 4.51% |

|  | 0.28% |